# وكالة القدس للأنباء
وكالة القدس للأنباءالایرانیة (بالفارسية: خبرگزاری قدس) اختصارا «قدسنا» هي وكالة أنباء إيرانية مستقلة ومتخصصة بالشؤون الفلسطينية. يتمركز نشاط وكالة القدس للأنباء «قدسنا» على احداث الساحة الفلسطينية والتطورات الحاصلة بشأن القضية الفلسطينية.
تعتبر وكالة «قدسنا» تجربة فريدة من نوعها في مجال النشاط الإعلامي الدولي غير الحكومي NGO والمتخصص في إيران. تعرض وكالة قدسنا الأخبار والتقارير عن الحدث الفلسطيني بصورة مكتوبة والصورة الأخبارية باللغات الثلاث العربية والإنجليزية والفارسية. وتتمتع بأقسام معلوماتية سياسية واقتصادية واجتماعية خاصة وحتى الشخصيات الفلسطينية وباقي الاقسام التي تخص الحدث الفلسطيني.
و قد تمكنت وكالة القدس للانباء «قدسنا» خلال فترة نشاطها الحالي من عرض أفضل وأنجح نموذج لوكالات الانباء غير الحكومية، خاصة وأنها استحوذت على رضا وقبول كافة اطياف الأوساط الاعلامية في إيران، حكومية كانت أو غير حكومية وأصبح الجميع يذكرها كأنجح وأفضل نموذج لوكالة غير حكومية للأنباء في إيران.
ان وكالة القدس للانباء «قدسنا» تعتمد من الناحية اللوجستية على جمعية الدفاع عن الشعب الفلسطيني ومع ذلك فهي تحافظ على استقلاليتها في نشاطها الإعلامي حيث تضع في نصب عينيها في كافة نشاطاتها الاعلامية، القضية الفلسطينية وثورة الشعب الفلسطيني ضد المحتل الصهيوني الغاصب، يمكن الحصول على أنباء وأخبار وتقارير وكالة «قدسنا» عن طريق مواقع الإنترنت.

## النشاطات الاخبارية
تمحور النشاطات الأخبارية لوكالة القدس «قدسنا» في المجالات التالية: 
- عرض أحدث الانباء والتقارير الأخبارية من فلسطين المحتلة
- عرض أحدث الانباء عن مساندة ودعم الرأي العام الإيراني للقضية الفلسطينية
- عرض أفكار وآراء اساتذة جامعيين وخبراء إيرانيين حول القضية الفلسطينية
- عرض أنباء وتقارير حول المؤتمرات والندوات التي تنعقد لمساندة القضية الفلسطينية في إيران والعالم الإسلامي
- التدقيق في صحة الانباء والتسريع في نشرها.
- استعمال احدث التقنيات في مجالات الاتصالات لنشر الأخبار والتقارير بشفافية وواقعية تعكس واقع ثورة الشعب الفلسطيني المسلم ضد الصهاينة المحتلين
- عرض المعلومات الموسعة لاحداث الساحة وماضيها ليتمكن القراء وزوار المواقع من الاطلاع على تاريخ تطورات ثورة الشعب الفلسطيني المسلم.